# Trški Vrh
Trški Vrh falu Horvátországban Krapina-Zagorje megyében. Közigazgatásilag Krapina községhez tartozik.

## Fekvése
Krapina központjától 1 km-re keletre, a város határában fekszik.

## Története
A település a Trški-hegyen álló Jeruzsálemi Szűzanya tiszteletére szentelt templom körül alakult ki. Ennek előzménye az a kegyszobor volt, melyet még 1669-ben hoztak Jeruzsálemből és egy itt álló házban őriztek. Ehhez a házhoz épült 1750 és 1761 között a ma is álló templom.
A falunak 1857-ben 164, 1910-ben 191 lakosa volt. Trianonig Varasd vármegye Krapinai járásához tartozott. 2001-ben a falunak 393 lakosa volt.

## Nevezetességei
Itt található Krapina legszebb és leghíresebb barokk temploma a Jeruzsálemi Szűzanya tiszteletére szentelt templom. A templom 1750 és 1761 között épült annak a kegyszobornak a számára, melyet a 17. században Jeruzsálemből hoztak és csodatevő hírében állt. A templom hajója hosszúkás alaprajzú, a stájer barokkra jellemző kétoldalt elliptikus alakú kiöblösödéssel, melytől szentélyt és a kórust boltozott diadalív választja el.  
Hagymakupolás toronysisakja alatt az 1762-es évszám, a felszentelés éve látható. A templomot nyolcszögletű, ötven oszlopon nyugvó kerengőszerű boltozatos csarnok övezi, melyhez rövid oldalain négy, alacsonyabb hagymakupolás kis kápolna csatlakozik. A csarnok egyik oldalán található a monumentális, gazdagon díszített kapuzat, a másik oldalon a paplakás, míg a harmadik oldalán a kálváriához vezető lépcső található. 
A templom főoltára Grazban készült 1759-ben, Phillip Jacob Straub munkája. Középpontjában a Jeruzsálemi Szűzanya kegyszobra. Oldalt Szent Domonkos és Szent Teréz szobrai, míg felül az Atyaisten az angyalok között látható. Az oltár Josip Jagušić és felesége Pullay Mária adományából készült. A mellékoltárok közül kitűnik a tizennégy segítő szent oltára, az oltárépítmény Merzij mester, a képek  Franjo Ludwig Heincze varasdi festő alkotásai. Szent Kereszt oltára Josip Jellasics és felesége adományából készült. 
A templomot a híres horvát barokk festő Ivan Ranger tanítványa, Anton Lerchinger festette ki 1772-ben. A mennyezetkép közepén Mária mennybemenetele angyalok között, mellette részletek az életéből és a négy evangélista. A diadalíven a Skapulárés Szűzanya Szent Domonkossal és a Nagyboldogasszony látható. Orgonája Anton Roemer grazi műhelyében készült. A templom a mai napig búcsújáróhely. Rendszeresen rendeznek koncerteket benne.

## Külső hivatkozások
- Krapina város hivatalos oldala
- Trški Vrh a megye hivatalos oldalán
- A templom rövid ismertetője
- Képek a templomról[halott link]